# 22573 Johnzhou
22573 Johnzhou è un asteroide della fascia principale. Scoperto nel 1998, presenta un'orbita caratterizzata da un semiasse maggiore pari a 2,2471635 UA e da un'eccentricità di 0,1213201, inclinata di 3,27305° rispetto all'eclittica.